# オムビタスビル・パリタプレビル・リトナビル
オムビタスビル・パリタプレビル・リトナビル配合錠はC型肝炎の治療に用いられる3剤合剤である。時にダサブビルと併用される。商品名ヴィキラックス。アッヴィ合同会社製造販売。日本では2015年9月に承認された。2019年3月に販売が終了した。
米国では3剤配合剤はTechnivieと呼ばれ、ダサブビルとのセットはViekira Pakと呼ばれている。
欧州では3剤配合剤をViekiraxと呼び、ダサブビル（と±リバビリン）との併用療法が承認されている。

## 効能・効果
- セログループ1（ジェノタイプ1）のC型慢性肝炎またはC型代償性肝硬変におけるウイルス血症の改善[5]
- セログループ2（ジェノタイプ2）のC型慢性肝炎におけるウイルス血症の改善（リバビリンと併用）

## 禁忌
- 中等度以上（Child-Pugh分類BまたはC）の肝機能障害のある患者
- 製剤成分に過敏症の既往のある患者
- 腎機能または肝機能障害のある患者で、コルヒチンを投与中の患者

### 慎重投与
- B型肝炎ウイルスに感染している患者または既往感染者では、B型肝炎ウイルスが再活性化される場合がある。

## 併用禁忌
- リトナビルを含む為、CYP3A4が阻害されるので、同酵素で代謝される下記の薬剤は併用してはならない。

アゼルニジピン、トリアゾラム、ブロナンセリン、ピモジド、エルゴタミン、ジヒドロエルゴタミン、エルゴメトリン、メチルエルゴメトリン、シルデナフィル、タダラフィル（肺高血圧症用）、リバーロキサバン、バルデナフィル、リオシグアト、シンバスタチン、アトルバスタチン
- 下記の薬剤・食品はCYP3A4を誘導してリトナビルの血中濃度が減少するため、併用してはならない。

カルバマゼピン、フェニトイン、ホスフェニトイン、フェノバルビタール、リファンピシン、エファビレンツ、セイヨウオトギリ（セント・ジョーンズ・ワート）を含む食品
- エチニルエストラジオールを含む経口避妊薬を使用した患者で肝機能障害の頻度が高いので、合剤服用中から治療終了後2週間までは使用できない。

## 副作用
重大な副作用として添付文書に記載されているものは、下記の項目である。
- 体液貯留（末梢性浮腫(4.1%)、浮腫(1.4%)、顔面浮腫(0.6%)、肺水腫(0.3%)、低血圧(1.1%)、無尿(0.3%)）―特にカルシウム拮抗剤服用者に多くみられた。
- 肝機能障害（ALT(GPT)上昇(0.3%)、ビリルビン上昇(0.3%)等）
  - 肝不全（血中ビリルビン著明上昇、腹水、肝性脳症等）―肝酵素上昇が見られない場合があるので、肝硬変の徴候を注意して観察しなければならない。
- 急性腎不全
- 貧血（セログループ2への使用時のみ）

## 有効性
臨床試験での3剤配合剤のウイルス学的著効(SVR12)率は、未治療C型肝炎で94.6%(140/148)、前治療のあるC型肝炎で93.6%(102/109)であった。